# Friedrich Weißenborn
Friedrich Weißenborn (* 12. Mai 1907 in Bleicherode, Kreis Grafschaft Hohenstein; † 17. Februar 1991 in Braunschweig) war ein deutscher Orgelbauer.

## Leben und Werk
Friedrich Weißenborn wurde am 12. Mai 1907 als Sohn des Webers Karl Friedrich Weißenborn (1867–1940) und seiner Ehefrau Henriette Wilhelmine geb. Siese (1877–1948) in der Weberstraße 28 in Bleicherode geboren.
Weißenborn erlernte von 1921 bis 1925 den Orgelbau bei Kießling & Sohn in seinem Geburtsort. In den Jahren 1925 und 1926 arbeitete er bei Furtwängler & Hammer in Hannover und von 1926 bis 1928 bei G. F. Steinmeyer & Co. in Oettingen, um 1928 wieder zu Furtwängler & Hammer zurückzukehren. Weißenborn legte 1933 die Meisterprüfung ab und war anschließend bei Orgelbau Sander in Braunschweig tätig, dessen Firma er 1935 übernahm. Nach dem Zweiten Weltkrieg versorgte er viele Kirchengemeinden wieder mit Orgeln. Größere Werke entstanden manchmal in mehreren Bauabschnitten. Schwerpunktmäßig lieferte Weißenborn Orgeln in den Umkreis Braunschweigs, einzelne Werke aber auch in die USA und nach Mexiko. Bereits in den 1950er Jahren kehrte Weißenborn zum Bau von mechanischen Schleifladen zurück. Aus Altersgründen übergab er den Betrieb 1971 an Peter Reichmann (* 1931), der die Werkstatt nach Bevenrode verlegte. Im Jahr 2000 übernahm Johannes Klein die Werkstatt.

## Werkliste (Auswahl)
| Jahr      | Ort                 | Gebäude                              | Bild | Manuale | Register | Bemerkungen                                                      |
| --------- | ------------------- | ------------------------------------ | ---- | ------- | -------- | ---------------------------------------------------------------- |
| 1949      | Wendessen           | St. Georg                            |      | II/P    | 13       |                                                                  |
| 1956      | Karlsruhe           | Simeonkirche                         |      | II/P    | 15       |                                                                  |
| 1958      | Braunschweig        | Bartholomäuskapelle                  |      | II/P    | 24       |                                                                  |
| 1957–1958 | Mexiko-Stadt        | Deutsche Ev. Heilig-Geist-Kirche     |      | III/P   | 36       | [ 4 ]                                                            |
| 1959      | Lüchow (Wendland)   | St. Johannis                         |      | III/P   | 39       | 2005 ersetzt                                                     |
| 1959      | Nettelkamp          | Christus-Kirche                      |      | II/P    | 20       |                                                                  |
| 1959      | Eddesse             | St. Bernward                         |      | II/P    | 14       | 4 Register aus Vorgängerorgel von Eduard Meyer (1858) übernommen |
| 1959      | Gartenstadt Staaken | Kirche Staaken-Gartenstadt           |      | I/P     | 9        | Manualumfang von F1–d4 mit geteilten Register                    |
| 1963      | Heyersum            | St. Mauritius                        |      | I/P     | 8        | hinter Prospekt von Heinrich Schaper & Sohn (1890)               |
| 1961–1964 | Braunschweig        | St. Petri                            |      | III/P   | 34       | nach einem Entwurf von Heinz Wolff, in zwei Bauabschnitten       |
| 1964      | Cleveland, USA      | Immanuel Evangelical Lutheran Church |      | II/P    | 26       |                                                                  |
| 1966      | Ronnenberg          | Michaeliskirche                      |      | II/P    | 24       |                                                                  |
| 1966      | Sambleben           | Ev.-luth. Kirche                     |      | II/P    | 19       | neue Pedalregister in Orgel von Johann Daniel Boden (1769)       |
| 1967      | Eberbach            | Michaelskirche                       |      | III/P   | 45       | 2013 Umbau des Schwellwerks in ein Unterwerk → Orgel             |
| 1968      | Königslutter am Elm | Stadtkirche                          |      | II/P    | 24       |                                                                  |
| 1968      | Ehmen               | St. Ludgeri                          |      | II/P    | 14       |                                                                  |
| 1968      | Dedenhausen         | St.-Urban-Kirche                     |      | I/P     | 8        | Brüstungsorgel                                                   |
| 1968      | Berlin-Staaken      | Zuversichtskirche                    |      | II/P    | 23       | 2021 nach Polen verkauft                                         |
| 1968      | Wiesbaden           | Christuskirche (SELK)                |      | II/P    | 26       | → Orgel                                                          |
| 1970      | Berlin-Gropiusstadt | Martin-Luther-King-Kirche            |      | II/P    | 22       | 1982 Umbau durch Gebrüder Kaminski → Orgel                       |
| 1970      | Braunschweig        | St. Jakobi                           |      | II/P    | 29       | hinter Prospekt von Furtwängler & Hammer (1911)                  |